# NGC 4589
NGC 4589 is een elliptisch sterrenstelsel in het sterrenbeeld Draak. Het hemelobject werd op 22 november 1797 ontdekt door de Duits-Britse astronoom William Herschel.

## Synoniemen
- UGC 7797
- MCG 12-12-13
- ZWG 352.38
- ZWG 335.17
- PGC 42139